# Mount Galíndez
Der Mount Galíndez ist ein Berg auf Deception Island im Archipel der Südlichen Shetlandinseln. Er ragt im Südosten der Insel auf.
Die Benennung geht vorgeblich auf russische Wissenschaftler zurück. Wahrscheinlicher ist dagegen eine Benennung durch argentinische Wissenschaftler nach Ismael F. Galíndez (1871–1918), Leiter der argentinischen Expedition nach Laurie Island (1904–1905) zur Errichtung der Orcadas-Station.